# (15465) Buchroeder
(15465) Buchroeder (1999 AZ5) – planetoida z grupy pasa głównego asteroid okrążająca Słońce w ciągu 5,38 lat w średniej odległości 3,07 j.a. Odkryta 15 stycznia 1999 roku.